# Gael Martin
Gael Patricia Mulhall-Martin (født 27. august 1956 i Melbourne, Victoria) er en australsk tidligere atlet, som konkurrerede i kuglestød og diskoskast.
Gael Mulhall-Martin vandt ved Commonwealth Games i 1978 guld i kuglestød og sølv i diskoskast.
Hun deltog første gang i et OL i 1980 i Moskva, hvor hun først var med i kuglestød. Her blev hendes bedste stød på 18,00 m, hvilket ikke var nok til at få hende i finalen; hun sluttede konkurrencen på en tolvteplads. Senere stillede hun også op i diskoskast, hvor hendes bedste kast i kvalifikationsrunden var på 54,90 m, og heller ikke her var det nok til videre deltagelse, så hun endte på en femtendeplads.
Ved Commonwealth Games 1982 vandt hun sølv i både kuglestød og diskoskast.
Ved OL 1984 i Montreal, hvor de fleste af de normalt stærke østeuropæere ikke var med, stødte Mulhall-Martin 19,19 m i andet forsøg i kuglestød, hvilket både var nok til deltagelse i finalen og samtidig indbragte hende en bronzemedalje efter vesttyskeren Claudia Losch med 20,48 og rumæneren Mihaela Loghin med 20,47. Hun blev den første australier til en vinde en olympisk medalje i en kasteøvelse. Hun stillede også op i diskoskast, og her kastede hun 55,38 m i kvalifikationsrunden, hvilket også her bragte hende i finalen. I finalen blev hendes bedste kast på 55,88 m, hvilket indbragte hende en sjetteplads.
Hendes sidste store internationale resultat kom i Commonwealth Games i 1986, hvor hun vandt guld i både kuglestød og diskoskast.